# 罗克韦尔国际
罗克韦尔国际（Rockwell International）是威拉德·罗克韦尔创建的一系列公司的总称。

## 歷史
1919年威拉德·罗克韦尔开发了全新的卡车轴承系统。后通过同一系列公司的合并组建了罗克韦尔弹簧和车轴公司，后成为罗克韦尔－标准公司。1967年，同北美航空合并成为了北美罗克韦尔，随后又收购了最大的印刷设备提供商Miehle-Goss-Dexter和主要的航空电器提供商柯林斯无线电；最后于1971年同小威拉德·罗克韦尔经营的罗克韦尔制造公司合并成为罗克韦尔国际。
在随后的数年中，罗克韦尔推出了一系列非凡的产品。原北美航空部门在并入罗克韦尔后推出了B-1槍騎兵戰略轟炸機，制造了航天飞机并建立全球定位系统。1955年从北美航空剥离的火箭发动机制造商洛克达因于1984年被重新收购，当时洛克达因占有美国火箭发动机的大部分市场。罗克韦尔还收购了轻型商用飞机制造商空中指挥官公司，并推出了全新设计的罗克韦尔指挥官112和114型飞机。
北美航空曾经为其工程师制造过一种基于MOSFET的桌面计算器；1967年罗克韦尔收购北美航空后建立了专门生产这种计算器的工厂，该工厂后成为罗克韦尔半导体。罗克韦尔半导体的调制解调器芯片为其最著名产品，亦生产蓋格計數器供多国防化部队使用。
柯林斯无线电的产品被西方80％的民用飞机采用；柯林斯无线电还设计了阿波罗登月飞船的通讯系统和美国军用飞机上用于在世界范围通讯的的高频无线电通讯系统。美国大部分的重型卡车车轴也是罗克韦尔的产品。
1978年威拉德·罗克韦尔去世和1979年小威拉德·罗克韦尔下台后罗克韦尔进行了一系列的剥离，其大部分国防和航天相关的部门卖给了波音，后成为波音集成防御系统的一部分。1996年，其半导体部门剥离并成为科胜讯公司，其汽车相关部门组成了阿文美驰（ArvinMeritor）汽车工业公司；最终其剩余部门分成了罗克韦尔柯林斯和罗克韦尔自动化两間独立的公司。